# 龍牙居遁
龍牙居遁（835年—923年），唐代高僧，俗姓郭氏，臨川南城（今江西省撫州市南城縣）人，十四歲依吉州（今江西省吉安市吉州區）滿田寺出家，後於嵩山受具足戒。
初參翠微無學禪師與臨濟義玄禪師，復謁德山宣鑑禪師，法嗣於曹洞宗洞山良价禪師。
龍牙居遁禪師住持潭州龍牙山妙濟禪苑，世稱龍牙和尚。其所作歌行偈頌留於世，有詩九十六首於(《全唐詩》無居遁詩)。

示寂于後梁龍德三年(923) ，結跏跌坐入化。春秋八十九歲，戒腊六十九夏。號證空大師。

## 師承
- 洞山良价

## 外部連結
- 《星雲禪話》石龜說話 （页面存档备份，存于）
- 龙牙居遁禅师 （页面存档备份，存于）